# Clontarf (Minnesota)
Pour la zone au nord de Dublin, voir Clontarf.
La ville de Clontarf est située dans le comté de Swift, dans l’État du Minnesota, aux États-Unis. Sa population s’élevait à 164 habitants lors du recensement de 2010, estimée à 160 habitants en 2017.

## Histoire
La localité a été nommée d’après Clontarf, en Irlande, d’où étaient originaires beaucoup des premiers habitants. Clontarf dispose d’un bureau de poste depuis 1876.

## Démographie
| Groupe            | Clontarf | Minnesota | États-Unis |
| ----------------- | -------- | --------- | ---------- |
| Blancs            | 99,4     | 85,3      | 72,4       |
| Asiatiques        | 0,6      | 4,0       | 4,8        |
| Autres            | 0,0      | 10,7      | 22,8       |
| Total             | 100      | 100       | 100        |
|                   |          |           |            |
| Latino-Américains | 2,4      | 4,7       | 16,7       |

Selon l'American Community Survey, pour la période 2011-2015, 100 % de la population âgée de plus de cinq ans déclare parler anglais à la maison.